# École nationale supérieure de chimie de Rennes
 (mars 2025).
L'École nationale supérieure de chimie de Rennes ou ENSCR, est une école d'ingénieurs française.
L'ENSCR est une « école publique » rattachée au ministère chargé de l'Enseignement supérieur. Elle est située sur le campus de Beaulieu à Rennes dans le département français d'Ille-et-Vilaine en région Bretagne. Elle forme environ 80  à   90 élèves-ingénieurs en chimie par promotion. Elle possède un cycle préparatoire intégré de la Fédération Gay-Lussac pour les bacheliers généraux et les bacheliers STL.

## Historique

### Création
Elle est créée en 1919.
Ses locaux sont situés place Pasteur au cœur de Rennes. L'Institut de chimie de l'université de Rennes voit le jour en 1945 et obtient en 1954 l'habilitation de la Commission des titres d'ingénieur (CTI) à délivrer le diplôme d'ingénieur.

### Renommage
L'École devient une École nationale supérieure d'ingénieurs et prend son nom actuel en 1959.

### UER
L’ENSCR devient une UER après la loi Faure de 1968, puis un établissement public à caractère administratif rattaché à l’université de Rennes-I après la loi Savary de 1984.
La création d'un cycle préparatoire intégré en 1993 et d'un cycle Chemist en 2002, de la Fédération Gay Lussac (les 20 écoles de chimie et de génie chimique en France), présente une évolution majeure pour l'École.
En 1991, l'école s'agrandit avec de nouveaux laboratoires pour la recherche et la construction de deux amphithéâtres et d'un centre de documentation en 1995.
En 2007, l'école devient membre du PRES Université européenne de Bretagne puis de la Comue Université Bretagne-Loire.
En 2014, l'ENSCR obtient le renouvellement de son habilitation à délivrer le diplômé d'ingénieur chimiste par la Commission des Titres d’Ingénieurs (CTI). La même année, l'école inaugure en présence du Ministre de la Défense, M. Jean-Yves Le Drian, le Pôle d'Ingénierie Chimique, voué à l'innovation et aux transferts de technologies et qui accueille des entreprises désireuses de développer des produits et des procédés.
En 2015, suivant la loi relative aux libertés et responsabilités des universités, l'École accède aux Responsabilités et Compétences Elargies (RCE).
Cette même année 2015, dans une démarche qualité, l'École est accréditée ISO 9001 pour toutes ses missions de formation et de recherche ainsi que pour l'ensemble de ses fonctions supports. Cette accréditation est renouvelée en juillet 2018.
En juillet 2020, l'ENSCR est distinguée et entre pour la 1re fois de son histoire dans le classement international de Shanghai (classements des principales universités mondiales) dans la thématique « Génie Chimique ».
Au 1er septembre 2020, elle est l'une des 204 écoles d'ingénieurs françaises accréditées au à délivrer un diplôme d'ingénieur. Au 1er janvier 2023, elle est devenue un établissement-composante de la nouvelle université de Rennes,.

## Direction
| Période     | Identité                  |
| ----------- | ------------------------- |
| depuis 2023 | Audrey Soric              |
| 2018 - 2023 | Régis Gautier             |
| 2008 - 2018 | Pierre le Cloirec         |
| 2001 - 2008 | Daniel Plusquellec        |
| 1991 - 2001 | Henri Patin               |
| 1983 - 1991 | René Dabard               |
| 1981 - 1983 | Eric Brown                |
| 1971 - 1981 | Michel Kerfanto           |
| 1961 - 1971 | Jean Vène                 |
| 1945 - 1961 | François Salmon-Legagneur |
| 1937 - 1945 | Auguste Conduché          |
| 1919 - 1937 | Albert Bouzat             |

## Formation

### Semestre de Pré-Intégration (SPI)
Cette formation est réservée aux étudiants non-francophones qui veulent intégrer le cycle Chem.I.St (Chemistry International Studies).
En 2009, une formation « pré-ChemISt » - Semestre de Pré-Intégration (SPI) a été mise en place afin de faciliter l'adaptation d'étudiants étrangers non francophones. Des cours scientifiques (maths, physique et chimie) sont donnés en langue française. Les cours de français langue étrangère (FLE) sont particulièrement développés. Des séjours en famille d'accueil permettent de découvrir le mode de vie en France.
Les promotions comptent entre 15 et 25 élèves provenant de Chine, du Brésil, du Yémen, de Pologne...

### Cycles préparatoires
L'ENSCR propose par ailleurs des formations post-bac pour préparer l'entrée des étudiants dans l'une des 20 écoles de chimie et de génie chimique françaises de la Fédération Gay-Lussac :
- Le cycle préparatoire intégré (CPI) pour les bacheliers. L'admission est faite d'abord au vu des notes de première et de terminale en science et langue. Ensuite des entretiens sont organisés pour les élèves retenus d'après leur dossier. Les études au cycle préparatoire intégré durent deux ans, le redoublement n'y est pas autorisé. À l'issue de ces deux ans, un classement des étudiants des différents centres (Lille, Rennes, Clermont-Ferrand, Strasbourg et Pau) est établi et, en fonction des vœux préalablement émis, l'admission dans l'une des écoles de la Fédération Gay-Lussac est proposée. Les taux de réussite dépassent 90 %.
- Le Cycle Chem.I.St. (Chemistry International Studies). Le programme pédagogique est identique à celui du cycle préparatoire intégré. La promotion est composée pour moitié de non français. Les conditions d'admission, le programme et les conditions d'intégration dans une des 20 Écoles de la Fédération Gay-Lussac sont similaires au CPI.

Les effectifs sont de l'ordre de cinquante étudiants par promotion en filières CPI et Chem.I.St. Le programme pédagogique du CPI et de Chem.I.St.T est très proche de celui de la filière PC des classes préparatoires aux grandes écoles.
- Une nouvelle filière de formation "CITI" réservée aux bacheliers STL (mention SPCL) est ouverte depuis septembre 2020

CITI pour Cycle Intégré Tremplin Ingénieur, accueille 28 élèves par promotion avec une équipe pédagogique et un programme dédiés. Cette formation s’adresse à tout élève de STL intéressé par une approche des sciences fondamentales fondée sur l’expérimentation. Le programme pédagogique est conforme aux exigences du cycle ingénieur mais est adapté à la formation antérieure de ces bacheliers afin d’assurer à l’élève le succès en École d’ingénieurs. 
Après 2 ans de cursus, les élèves des cycles préparatoires y compris CITI intègrent sans concours, une des 20 écoles de chimie et de génie chimique de la Fédération Gay-Lussac.

### Cycle ingénieur
L'admission des Élèves ingénieurs s'effectue pour :
- 55 % via le Concours commun INP (ex- CCP),
- 20 % via le Cycle Préparatoire de la Fédération Gay Lussac,
- 15 % d'IUT,
- 10 % de Licence (L3), BTS, ATS.

Après un enseignement des fondamentaux en chimie, en génie des procédés et sciences de l'ingénieur, au cours des trois premiers semestres, l'élève ingénieur va orienter son parcours par le choix d'une majeure et d'un parcours personnalisé dans les domaines suivants :
- Chimie et Technologie pour le Vivant (CTV),
- Environnement Procédés et Analyse (EPA).

Une nouveauté en 2018, avec la mise en place de deux nouvelles filières au choix : "Biotechnologie" et "Chimie et Numérique".
Durant la scolarité, des stages (9  à   13 mois) en entreprise ou dans des organismes de recherche viennent compléter la formation :
- Stage de 1re année : supérieur à 8 semaines,
- Stage de 2e année : supérieur à 13 semaines majoritairement en dehors de France (95 % des élèves),
- Stage de 3e année : supérieur à 18 semaines.

La dernière année d'étude peut s'effectuer :
- en dehors de la France dans le cadre d'accords de partenariat avec des universités étrangères, avec la possibilité de double diplôme,
- en double diplôme de Master (Chimie, Qualité et traitement de l'Eau, Management et Administration des entreprises)

Ouverture d'une voie de formation en alternance
Depuis la rentrée de septembre 2020, l'ENSCR offre la possibilité aux élèves-ingénieurs d’effectuer la 3e année de leur cursus en alternance via un contrat de professionnalisation établi avec une entreprise pour une durée de 12 mois.
L'ENSCR forme annuellement entre 80 et 90 ingénieurs chimistes diplômés qui se placent dans l'ensemble des activités nécessitant des experts de haut niveau en chimie . La durée moyenne pour trouver un emploi est d'environ 2,1 mois.

### Masters
L'ENSCR est co-accréditée et forme les étudiants inscrits dans les masters suivants :
- chimie moléculaire (avec l'Université de Rennes),
- chimie du solide et matériaux (avec l'Université de Rennes 1 et l'INSA de Rennes),
- Qualité et Traitements de l'Eau (Quatro) (avec les Universités de Poitiers (ENSIP) et Limoges (ENSIL)).

Les élèves ingénieurs peuvent également suivre le master Management et administration des entreprises (MAE) de l'Institut de gestion de Rennes (IGR).

### Doctorat
Les étudiants (doctorants) titulaires d'un master ou d'un diplôme d'ingénieur s'inscrivent et font leur recherche dans les laboratoires de l'ENSCR.
L'ENSCR compte environ 50 doctorants et post-doctorants.

## Recherche et innovation

### Recherche
Tous les acteurs de la recherche à l’ENSCR sont impliqués fortement dans la création de connaissances pour relever les défis de notre société, notamment dans les domaines de l’environnement, la santé, les matériaux ou encore le développement durable.
L’excellence scientifique et le transfert des résultats de la recherche constituent les objectifs prioritaires de l’ENSCR. 
Les équipes de recherche sont notamment impliquées dans le Carnot AgriFood Transition, qui vise à  favoriser les transferts de technologies et développer les partenariats de recherche avec les entreprises des filières agricoles, aquacoles et agro-alimentaires. 
Les enseignants chercheurs de l'école travaillent au sein de l'Institut des Sciences Chimiques de Rennes, plus spécifiquement dans les équipes suivantes :
- Chimie organique et interfaces (CORINT),
- Organométalliques : Matériaux et Catalyses (OMC),
- Chimie et ingénierie des procédés (CIP),
- Chimie théorique inorganique (CTI),
- Chimie du solide et matériaux (CSM).

### La valorisation

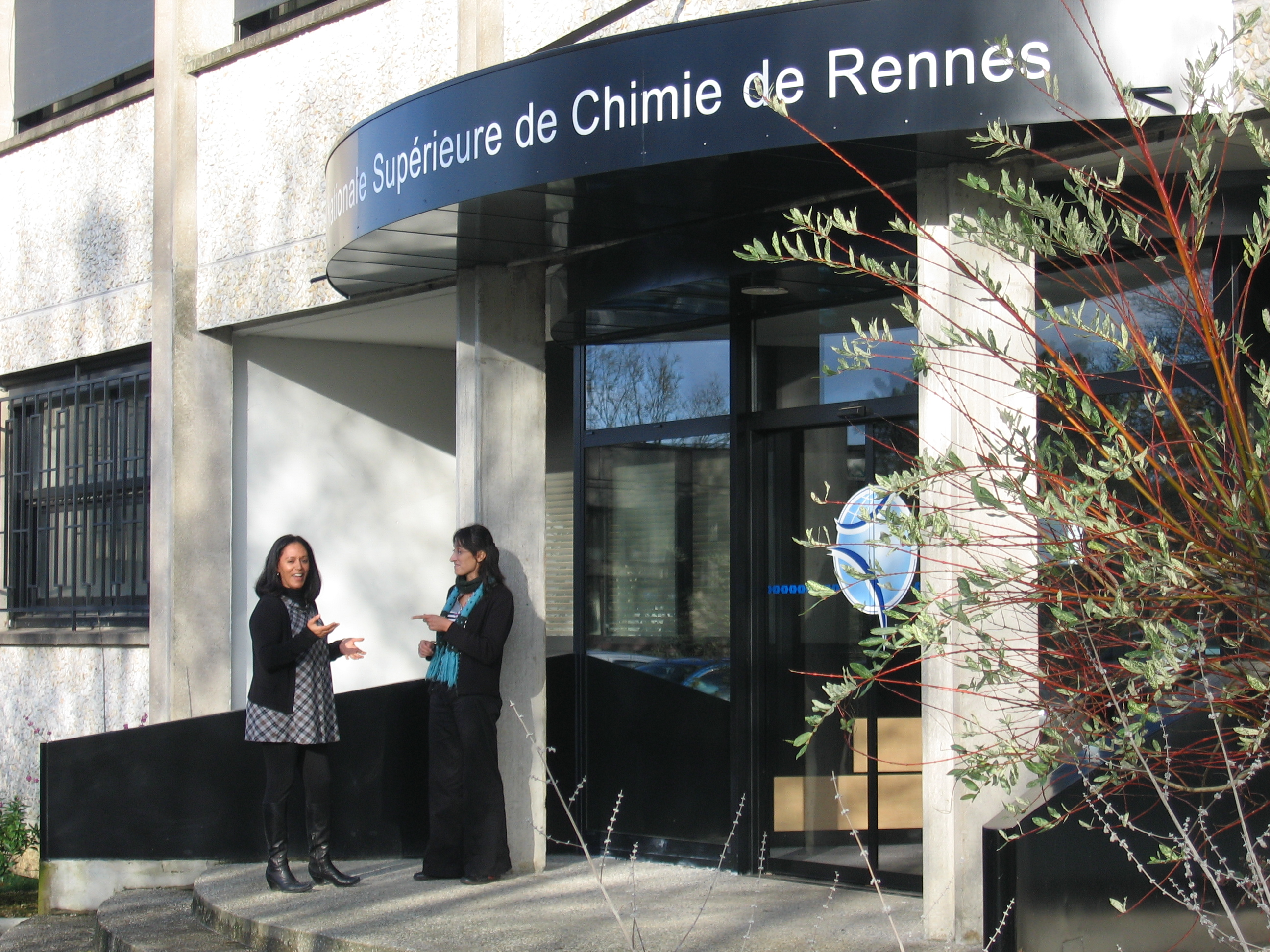
L'entrée de l'ENSCR

L’École nationale supérieure de chimie de Rennes est un acteur incontournable de l’innovation régionale et nationale dans le domaine de la chimie. Sa politique en matière d’innovation a été récompensée à de plusieurs reprises ces dernières années (trophée régional de l’innovation, prix Tremplin du Sénat, prix de la Société Chimique de France).
L'ENSCR accueille des start-ups dans ses locaux. Les sociétés peuvent profiter des compétences du personnel et utiliser les facilités de l'École (plateformes d'analyses, RMN, Analyses de traces, Diffraction X...). Le Pôle d'ingénierie chimique (PIC - ENSCR) est un ensemble de locaux (halle technologique, laboratoires, bureaux, salles de réunion) pour les entreprises désireuses de développer des nouveaux produits et procédés.
Depuis 2010, trois sociétés de droit privé ont été créées : OmegaCat System, devenue Demeta (catalyseurs), HPC Pharma (molécules cytotoxiques) et Surfact' Green (tensioactifs biosourcés). Elles sont issues des travaux de recherche de l’École.
L'ENSCR est membre de la société d'accélération du transfert de technologies « Ouest Valorisation », structure mutualisée de valorisation et de transfert de technologie.

## Vie étudiante
L'association des ingénieurs de l'École nationale supérieure de chimie de Rennes compte environ 500 membres. Elle est présidée par Claude Philippe.
Le bureau des élèves (BDE) anime la vie associative des élèves-ingénieurs : Gala, Rallye, le Tournoi Inter-Chimie... Il gère les différents clubs : Musique, Photo, Ciné, Poker, excursion, Les amis de Bacchus, afterwork...
L'association "Chimie solidaire" s'implique dans les actions humanitaires (projets de développement à l'étranger (Eau Cambodge), soutien scolaire, don du sang, téléthon...) dans les quartiers de Rennes, en France et à l'étranger (Maroc, Chili...). De plus, elle organise des formations aux premiers secours et les clubs humanitaires.
L'association « Chimie Rennes Ingénieurs Projets Services et Études » (CRIPSE) est une association de type junior-entreprise spécialisée dans le service aux entreprises (analyses, environnement, synthèse de produits...).
En 2012, les élèves ont organisé le Tournoi Inter-Chimie à Rennes (1 500 participants des 19 écoles de chimie et de génie chimique de la Fédération Gay-Lussac).